# Unicameralidad

Mapa de los Estados con parlamento o congreso unicameral (en naranja; en verde, los unicamerales con un cuerpo consultivo).

La unicameralidad es en política, la práctica de poseer una sola cámara legislativa. Los países con asambleas unicamerales suelen ser pequeños y homogéneos y consideran una Cámara Alta como innecesaria.

## Teoría

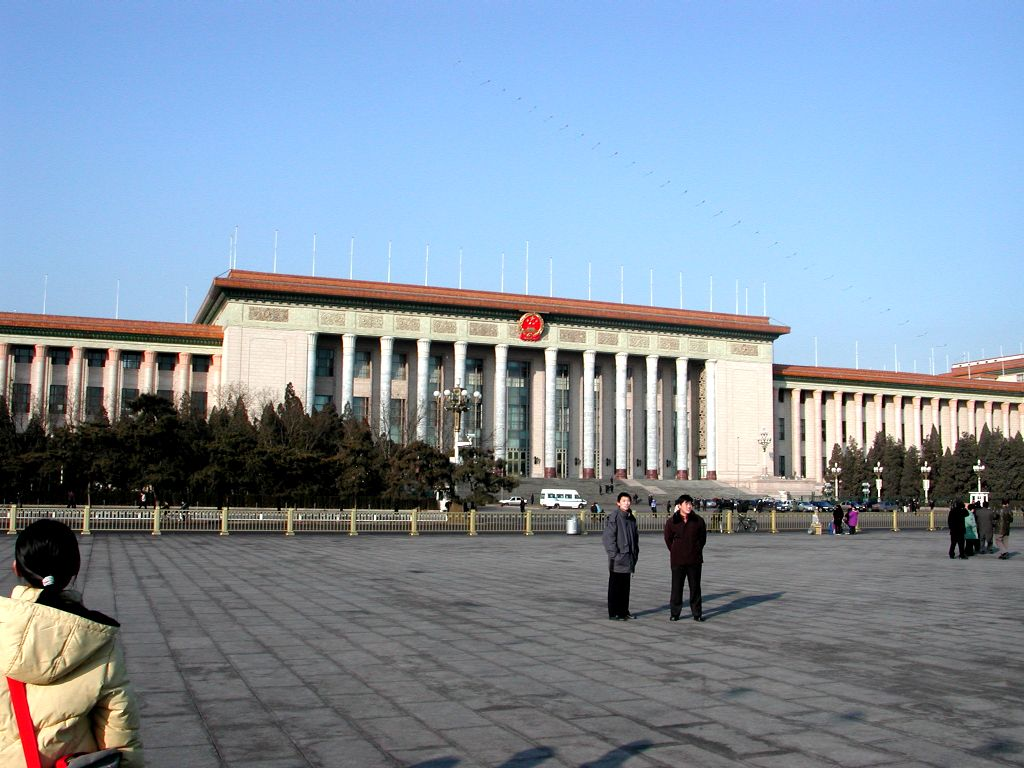
Edificio de la Asamblea Popular Nacional de China.

Parlamento filipino en 2022.

Los unicameralistas señalan que una cámara alta no tiene sentido en una democracia, sino que simplemente se dedica a duplicar la participación existente en la cámara baja. Argumentan que las funciones de una cámara alta, tales como revisar un proyecto de ley aprobado, pueden ser llevadas adelante por parte de comisiones parlamentarias.
En muchas situaciones, estos Estados tuvieron una segunda cámara y luego la abolieron. Esto se puede deber a que la segunda cámara obstruía el paso de la legislación o porque se probó que no tenía efecto alguno.
Ocasionalmente el término unicameral es utilizado en los países que optaron por un sistema bicameral, para designar a una iniciativa, una votación o un acontecimiento que se da en solo una de las cámaras que componen el poder legislativo.
Algunos de los estados unicamerales son: Albania, Andorra, Armenia, Azerbaiyán, Bangladés, Botsuana, Bulgaria, Burkina Faso, Chad, República Popular de China, Chipre, Costa Rica, Croacia, Cuba, Dinamarca, Dominica, Ecuador, El Salvador, EAU, Eslovaquia, Estonia, Finlandia, Gabón, Gambia, Georgia, Ghana, Grecia, Guatemala, Guinea, Guinea Ecuatorial, Guyana, Honduras, Hungría, Irak, Irán, Islandia, Islas Salomón, Israel, Kirguistán, Kiribati, Kuwait, Letonia, Liechtenstein, Lituania, Luxemburgo, Macedonia del Norte, Malaui, Maldivas, Malí, Malta, Mauricio, Estados Federados de Micronesia, Mónaco, Montenegro, Mongolia, Nauru, Nicaragua, Níger, Noruega, Nueva Zelanda, Panamá, Papúa Nueva Guinea, Portugal, Siria, República Centroafricana, Corea del Sur, Moldavia, Laos, Corea del Norte, Tanzania, Ruanda, Samoa, Federación de San Cristóbal y Nieves, San Marino, San Vicente y las Granadinas, República Democrática de Santo Tomé y Príncipe, Senegal, Serbia, Seychelles, Sierra Leona, Singapur, Sri Lanka, Sudán del Sur, Suecia (Riksdag), Surinam, Timor Oriental, Togo, Túnez, Turkmenistán, Turquía, Tuvalu, Ucrania, Uganda, Vanuatu, Venezuela, Vietnam,Yemen, Yibuti, Zambia y Palestina.